# Matt Shumway
Matt Shumway é um especialista em efeitos especiais canadense. Como reconhecimento, foi nomeado ao Oscar 2016 na categoria de Melhores Efeitos Visuais por The Revenant.